# VCA Teletronics
VCA Teletronics Inc. là một công ty ghi hình phục vụ cho một số công ty và nó được thành lập vào năm 1980 (như một cái tên không có từ VCA trong đó) và không tồn tại vào năm 1990.
Trụ sở chính đặt tại đường East 55th và VCA Teletronics là tên cũ của VidAmerica Inc.